# Дженніфер Пейдж Роджерс
Дженніфер Пейдж Роджерс (англ. Jennifer Page Rogers; нар. 14 березня 1993, Сакраменто, округ Сакраменто, штат Каліфорнія) — американська борчиня вільного стилю, бронзова призерка чемпіонату світу, дворазова панамериканська чемпіонка.

## Життєпис
Боротьбою почала займатися з 1999 року. У 2001 році стала бронзовою призеркою чемпіонату світу серед юніорів.
Член збірної США з 2012 року.
Виступає за борцівський клуб «Titan Mercury» Лос-Анджелес. Тренер — Террі Стейнер (з 2012). Чотириразова чемпіонка Відкритого чемпіонату США.

## Спортивні результати на міжнародних змаганнях

### Виступи на Чемпіонатах світу
| Змагання                        | Збірна | Вагова категорія          | Місце  |
| ------------------------------- | ------ | ------------------------- | ------ |
| Чемпіонат світу з боротьби 2023 | США    | жіноча боротьба, до 59 кг | Бронза |

### Виступи на Панамериканських чемпіонатах
| Змагання                                   | Збірна | Вагова категорія          | Місце  |
| ------------------------------------------ | ------ | ------------------------- | ------ |
| Панамериканський чемпіонат з боротьби 2013 | США    | жіноча боротьба, до 63 кг | 7      |
| Панамериканський чемпіонат з боротьби 2015 | США    | жіноча боротьба, до 60 кг | Золото |
| Панамериканський чемпіонат з боротьби 2021 | США    | жіноча боротьба, до 65 кг | Золото |

### Виступи на Кубках світу
| Змагання                    | Збірна | Вагова категорія          | Місце |
| --------------------------- | ------ | ------------------------- | ----- |
| Кубок світу з боротьби 2012 | США    | жіноча боротьба, до 67 кг | 9     |
| Кубок світу з боротьби 2014 | США    | жіноча боротьба, до 60 кг | 6     |
| Кубок світу з боротьби 2015 | США    | жіноча боротьба, до 60 кг | 4     |
| Кубок світу з боротьби 2022 | США    | команда                   | 4     |

### Виступи на інших змаганнях
| Змагання                                                | Збірна | Вагова категорія          | Місце  |
| ------------------------------------------------------- | ------ | ------------------------- | ------ |
| Відкритий міжнародний турнір «Sunkist Kids» 2011        | США    | жіноча боротьба, до 63 кг | 4      |
| Міжнародний турнір Ньюйоркського атлетичного клубу 2011 | США    | жіноча боротьба, до 63 кг | 4      |
| Міжнародний турнір Ньюйоркського атлетичного клубу 2012 | США    | жіноча боротьба, до 63 кг | Бронза |
| Міжнародний меморіал Дейва Шульца 2013                  | США    | жіноча боротьба, до 63 кг | Бронза |
| Klippan Lady Open 2013                                  | США    | жіноча боротьба, до 63 кг | 5      |
| Austrian Ladies Open 2013                               | США    | жіноча боротьба, до 63 кг | Бронза |
| Літня Універсіада 2013                                  | США    | жіноча боротьба, до 63 кг | 7      |
| Nordhagen Classics 2013                                 | США    | жіноча боротьба, до 63 кг | 5      |
| Міжнародний меморіал Дейва Шульца 2014                  | США    | жіноча боротьба, до 60 кг | Срібло |
| Золотий Гран-прі з боротьби 2014 (Париж)                | США    | жіноча боротьба, до 63 кг | 7      |
| Klippan Lady Open 2014                                  | США    | жіноча боротьба, до 60 кг | Бронза |
| Гран-прі Іспанії з боротьби 2014                        | США    | жіноча боротьба, до 63 кг | 12     |
| Відкритий чемпіонат Монголії з боротьби 2015            | США    | жіноча боротьба, до 60 кг | Бронза |
| Гран-прі Іспанії з боротьби 2015                        | США    | жіноча боротьба, до 63 кг | Срібло |
| Золотий Гран-прі з боротьби 2015                        | США    | жіноча боротьба, до 60 кг | 5      |
| Міжнародний меморіал Дейва Шульца 2016                  | США    | жіноча боротьба, до 63 кг | Срібло |
| Klippan Lady Open 2016                                  | США    | жіноча боротьба, до 63 кг | 7      |
| Міжнародний меморіал Дейва Шульца 2017                  | США    | жіноча боротьба, до 63 кг | Золото |
| Klippan Lady Open 2020                                  | США    | жіноча боротьба, до 62 кг | Золото |
| Відкритий чемпіонат Польщі з боротьби 2021              | США    | жіноча боротьба, до 62 кг | 5      |
| Турнір Дана Колова — Николи Петрова 2022                | США    | жіноча боротьба, до 62 кг | Бронза |
| Турнір Ібрагіма Мустафи 2023                            | США    | жіноча боротьба, до 62 кг | 13     |
| Турнір Дана Колова — Николи Петрова 2023                | США    | жіноча боротьба, до 62 кг | Бронза |
| Меморіал Імре Поляка та Яноша Варги 2023                | США    | жіноча боротьба, до 59 кг | Золото |

### Виступи на змаганнях молодших вікових груп
| Змагання                                      | Збірна | Вагова категорія          | Місце  |
| --------------------------------------------- | ------ | ------------------------- | ------ |
| Чемпіонат світу з боротьби серед юніорів 2012 | США    | жіноча боротьба, до 67 кг | 5      |
| Чемпіонат світу з боротьби серед юніорів 2013 | США    | жіноча боротьба, до 63 кг | Бронза |